# 陳訓
陳訓（?—?），字道元，歷陽人，孫吳至晉朝時期政治人物。精通祕學、天文、算曆、陰陽、占候、風角。孫皓任用他為奉禁都尉，負責占候。孫吳滅亡後，陳訓被晉武帝任命為諫議大夫。不久辭職回到家鄉。陳敏的弟弟陳宏、都水參軍周亢、歷陽太守武瑕、丞相王導等人多次找他占卜。陳訓最終活了80多歲而去世。

## 延伸阅读
[在维基数据编辑]
 《晉書·卷095》，出自房玄齡《晉書》